# Low Bradfield
Low Bradfield is een dorp in het westen van de Engelse stad Sheffield. Het vormt de lagergelegen helft van de kern van de civil parish Bradfield, die zich op ongeveer 10 kilometer ten westen van het centrum van Sheffield bevindt; de andere helft is High Bradfield boven op de heuvel, waarmee Low Bradfield verbonden is door de steile straat Woodfall Lane. Low Bradfield ligt aan de Loxley. Het dorp werd in 1864 vrijwel volledig verwoest in de overstroming van Sheffield. Low Bradfield ligt in het Peak District; tussen High en Low Bradfield in ligt Agden Reservoir.

## Geschiedenis

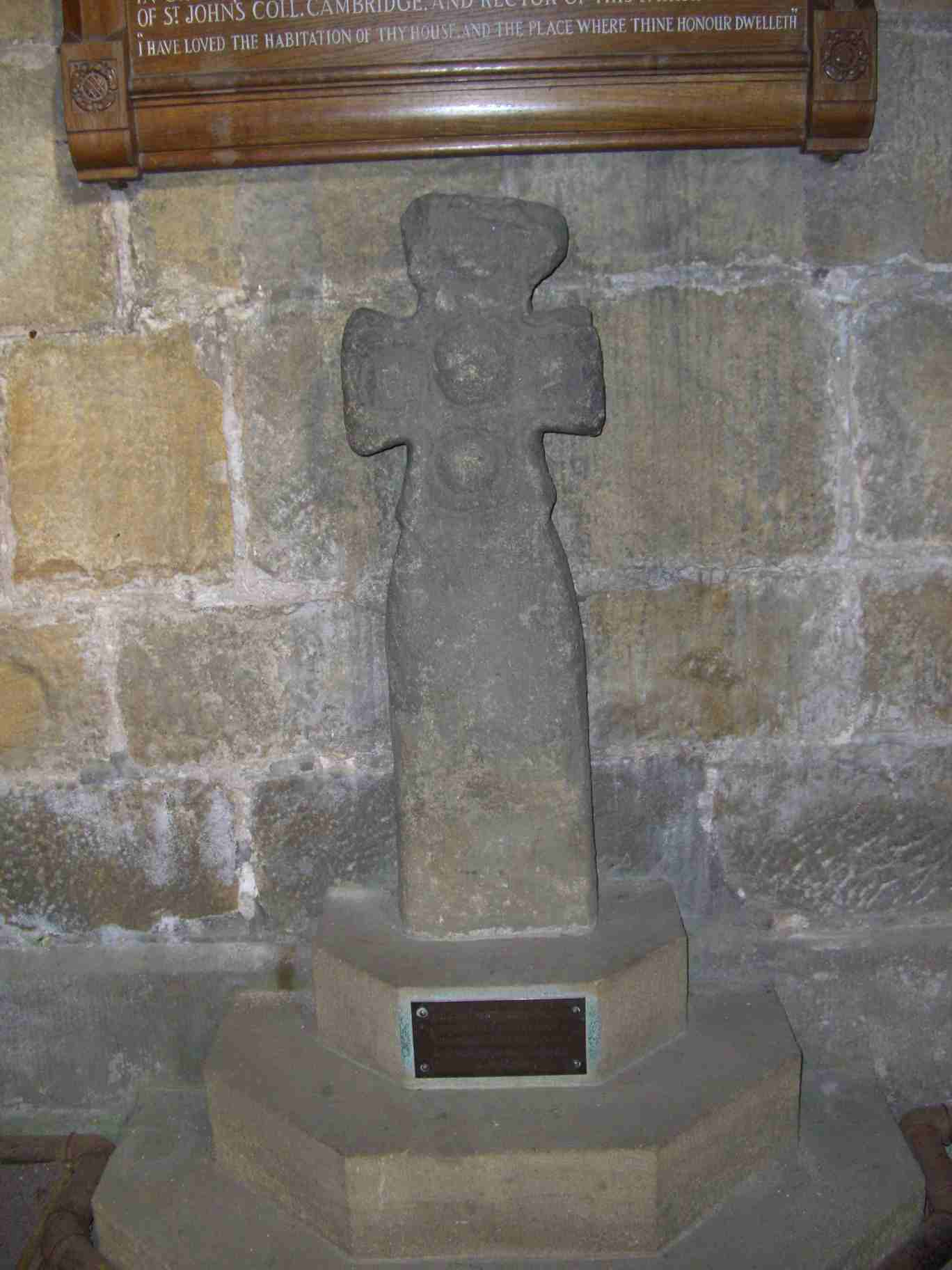
Het Angelsaksische kruisbeeld uit Low Bradfield

De naam Bradfield is Oudengels en betekent letterlijk ‘breed veld’. De oudste sporen van bewoning in de omgeving dateren van circa 2000 voor Christus en bestaan uit een steencirkel op de heide van Broomhead. In het kleine gehuchtje Ewden bevindt zich een uitgegraven gracht van ongeveer 450 meter lang, die waarschijnlijk in de vroege middeleeuwen, na het vertrek van de Romeinen uit Engeland, als grensaanduiding tussen twee Keltische stammen fungeerde.
Als restant van de Angelsaksische periode in Engeland werd in 1870 een kruisbeeld uit de 10de eeuw in Low Bradfield aangetroffen; dit bevindt zich thans in de Sint-Nicholaaskerk van High Bradfield. Het vormt een bewijs dat de plaats reeds vóór de Normandische invasie van Engeland bewoond was; Bradfield wordt weliswaar niet in het Domesday Book vermeld. Het zuidoosten van wat heden ten dage het graafschap South Yorkshire is, stond in vroeger tijden als Hallamshire bekend, en wellicht vormde Bradfield toentertijd een hofstede in Hallamshire. Een geattesteerde aanwijzing van bewoning tijdens de Normandische periode bestaat uit het feit dat hier voorheen een park met herten bestond; doch het adellijke geslacht Howard, waaruit sinds de regering van Richard III de Hertogen van Norfolk waren ontsproten, liet de herten in de 16de eeuw verwijderen. De gemeenschap van Bradfield ontwikkelde zich om een korenmolen op de Loxley.
Het oudste gebouw in Low Bradfield is de boerderij Fair House Farm, die uit de jaren 1630 dateert; dit is een beschermd monument. In tegenstelling tot de meeste andere bouwwerken in het dorp overleefde het de overstroming van Sheffield in 1864, daar het op een kleine heuvel staat. Behalve Fair House bestaat in Low Bradfield nog een kapel van de volgelingen van het Wesleyanisme, die thans als kantoor van de plaatselijke dorpsraad (parish council) dienstdoet. Low Bradfield was het eerste dorp dat door de overstroming van 1864 vernietigd werd; de inwoners waren evenwel van tevoren gewaarschuwd en hadden hun huizen geëvacueerd. Ofschoon het dorp zelf dus zo goed als weggespoeld werd, was het enige slachtoffer van de overstroming in Low Bradfield een één dag oude boreling.

## Hedendaagse bedrijvigheid
Uit de 20ste eeuw dateren de verlaten kantoren van het waterschap dat waakte over Strines, Agden en Dale Dyke Reservoir. Low Bradfield is van oudsher een landbouwdorp. De enige school in Low Bradfield sloot in 1985 de deuren. Van alle pubs die er ooit bestaan hebben, en die in de 19de eeuw werden geopend om de arbeiders aan de stuwmeren van accommodatie en voeding te voorzien, schiet er thans nog slechts één over, The Plough geheten. Low Bradfield telt nog één buurtwinkel, die tezelfdertijd het postkantoor is.
In het weekeinde tijdens de zomer wordt het kalme dorp Low Bradfield desalniettemin druk bezocht door toeschouwers van de vele cricketwedstrijden die midden in het centrum van het dorp op het Ibbotson Memorial Field plaatsvinden.